# Hà Nội FC
Der Hà Nội Football Club (vietnamesisch Câu lạc bộ bóng đá Hà Nội) ist ein vietnamesischer Fußballverein aus Hanoi. Aktuell spielt der Verein in der höchsten Liga des Landes, der V.League 1.

## Geschichte
Sponsor und Namensgeber des Vereins ist die Firma T&T. Gegründet wurde der Verein 2006 und konnte seit dem bereits zweimal Aufsteigen. 2010 wurde man zum ersten Mal Meister, bis 2013 der zweite Titel gewonnen wurde. Im Jahr 2016 wurde man nach langem Kampf und vielen Ausfällen wieder Meister. Am Ende war man Punktegleich mit Hai Phong hatte aber 2 Tore mehr geschossen. Kapitän war der argentinische Stürmer Gonzalo Marronkle. Seitdem gewann der Verein weitere neun nationale Titel.

## Stadion

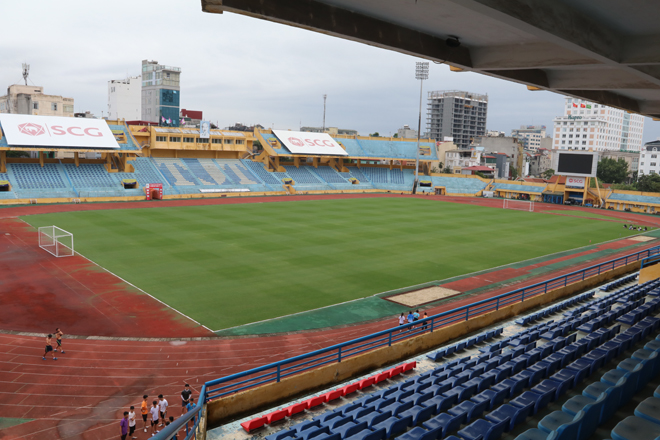
San Hanoi Stadion

Seine Heimspiele trägt der Verein im Hàng-Đẫy-Stadion (vietnamesisch Sân vận động Hàng Đẫy) in Hanoi aus. Das Stadion hat ein Fassungsvermögen von 22.500 Personen.
Koordinaten: 21° 1′ 47″ N, 105° 49′ 59″ O

## Vereinserfolge

### National

#### Liga
- Vietnamesischer Meister: 2010, 2013, 2016, 2018, 2019, 2022
- Vietnamesischer Vizemeister: 2011, 2012, 2014, 2015, 2020, 2023, 2024/25

- Vietnamesischer Zweitligavizemeister: 2008

- Vietnamesischer Drittligameister: 2007[1]

#### Pokal
- Vietnamesischer Pokalsieger: 2019, 2020, 2022
- Vietnamesischer Pokalfinalist: 2012, 2015, 2016, 2023/24

- Vietnamesischer Supercup-Sieger: 2010, 2018, 2019, 2020, 2022, 2023

## Saisonplatzierung
| Saison  | Liga          | Platz                                                  | Vietnamese Cup                                         | Supercup                                               |
| ------- | ------------- | ------------------------------------------------------ | ------------------------------------------------------ | ------------------------------------------------------ |
| 2006    | Third League  | 1. ▲                                                   |                                                        |                                                        |
| 2007    | Second League | 2. ▲                                                   |                                                        |                                                        |
| 2008    | V.League 2    | 2. ▲                                                   |                                                        |                                                        |
| 2009    | V.League 1    | 4.                                                     |                                                        |                                                        |
| 2010    | V.League 1    | 1.                                                     | 1. Runde                                               | Sieger                                                 |
| 2011    | V.League 1    | 2.                                                     | 2. Runde                                               |                                                        |
| 2012    | V.League 1    | 2.                                                     | Finalist                                               |                                                        |
| 2013    | V.League 1    | 1.                                                     | Viertelfinale                                          |                                                        |
| 2014    | V.League 1    | 2.                                                     | 2. Runde                                               |                                                        |
| 2015    | V.League 1    | 2.                                                     | Finalist                                               |                                                        |
| 2016    | V.League 1    | 1.                                                     | Finalist                                               |                                                        |
| 2017    | V.League 1    | 3.                                                     | 2. Runde                                               |                                                        |
| 2018    | V.League 1    | 1.                                                     | Halbfinale                                             | Sieger                                                 |
| 2019    | V.League 1    | 1.                                                     | Sieger                                                 | Sieger                                                 |
| 2020    | V.League 1    | 2.                                                     | Sieger                                                 | Sieger                                                 |
| 2021    | V.League 1    | Die Liga wurde wegen der COVID-19-Pandemie abgebrochen | Die Liga wurde wegen der COVID-19-Pandemie abgebrochen | Die Liga wurde wegen der COVID-19-Pandemie abgebrochen |
| 2022    | V.League 1    | 1.                                                     | Sieger                                                 |                                                        |
| 2023    | V.League 1    | 2.                                                     | Achtelfinale                                           |                                                        |
| 2023/24 | V.League 1    | 3.                                                     | 2. Platz                                               |                                                        |

## Trainerchronik
Stand: Oktober 2024
| Trainer          | Nation             | von              | bis               |
| ---------------- | ------------------ | ---------------- | ----------------- |
| Jules Accorsi    | Italien Frankreich | 1. Juli 2007     | 30. Juni 2008     |
| Phan Thanh Hùng  | Vietnam            | 1. Januar 2010   | 1. Mai 2012       |
| Chu Dinh Nghiem  | Vietnam            | 17. März 2016    | 4. April 2021     |
| Hoang Van Phuc   | Vietnam            | 4. April 2021    | 20. April 2021    |
| Park Choong-kyun | Südkorea           | 20. April 2021   | 19. Februar 2022  |
| Chun Jae-ho      | Südkorea           | 19. Februar 2022 | 30. November 2022 |
| Božidar Bandović | Montenegro         | 4. Januar 2023   | 7. Oktober 2023   |
| Duc Tuan Le      | Vietnam            | 7. Oktober 2023  | 7. Dezember 2023  |
| The Nam Dinh     | Vietnam            | 30. Oktober 2023 | 10. Januar 2024   |
| Daiki Iwamasa    | Japan              | 1. Februar 2024  | 14. Juli 2024     |
| Le Duc Tuan      | Vietnam            | 28. Juli 2024    |                   |